# أيل التبت
أيل التبت (الاسم العلمي Cervus affinis) نويع من الأيل الأحمر ينتمي إلى فصيلة الأيل، موطنه التبت وجوارها، متوسط القد غليظ الجثة، أصهب الثوب الأغبر، أبيض البطن. يألف الجبال العالية. يعيش جماعات قليلة العدد أجلها من 6 إلى 12.